# Juan Valdez (gobernador)
Juan de Valdez (-?) Fue un teniente General, gobernador de las provincias novohispanas de Coahuila y Texas, y alcalde del presidio y de la villa de Bexar en 1714 y 1716.

## Biografía
Juan Valdez fue elegido gobernador de la provincia de Coahuila y de Texas (en ese entonces Texas dependía en lo administrativo de Coahuila) en dos ocasiones: la primera fue en 1714 y la segunda en 1716. Fue alcalde del presidio de villa de Bexar (San Antonio, Texas) en 1720. Durante su alcaldía en Bexar, estableció la misión San José y San Miguel de Aguayo, bajo las órdenes de la virrey de la Nueva España, incluso después de que el padre Antonio de Olivares presentó una petición solicitando que la misión no se hiciera en Zacatecas como estaba planeado.